# 건열

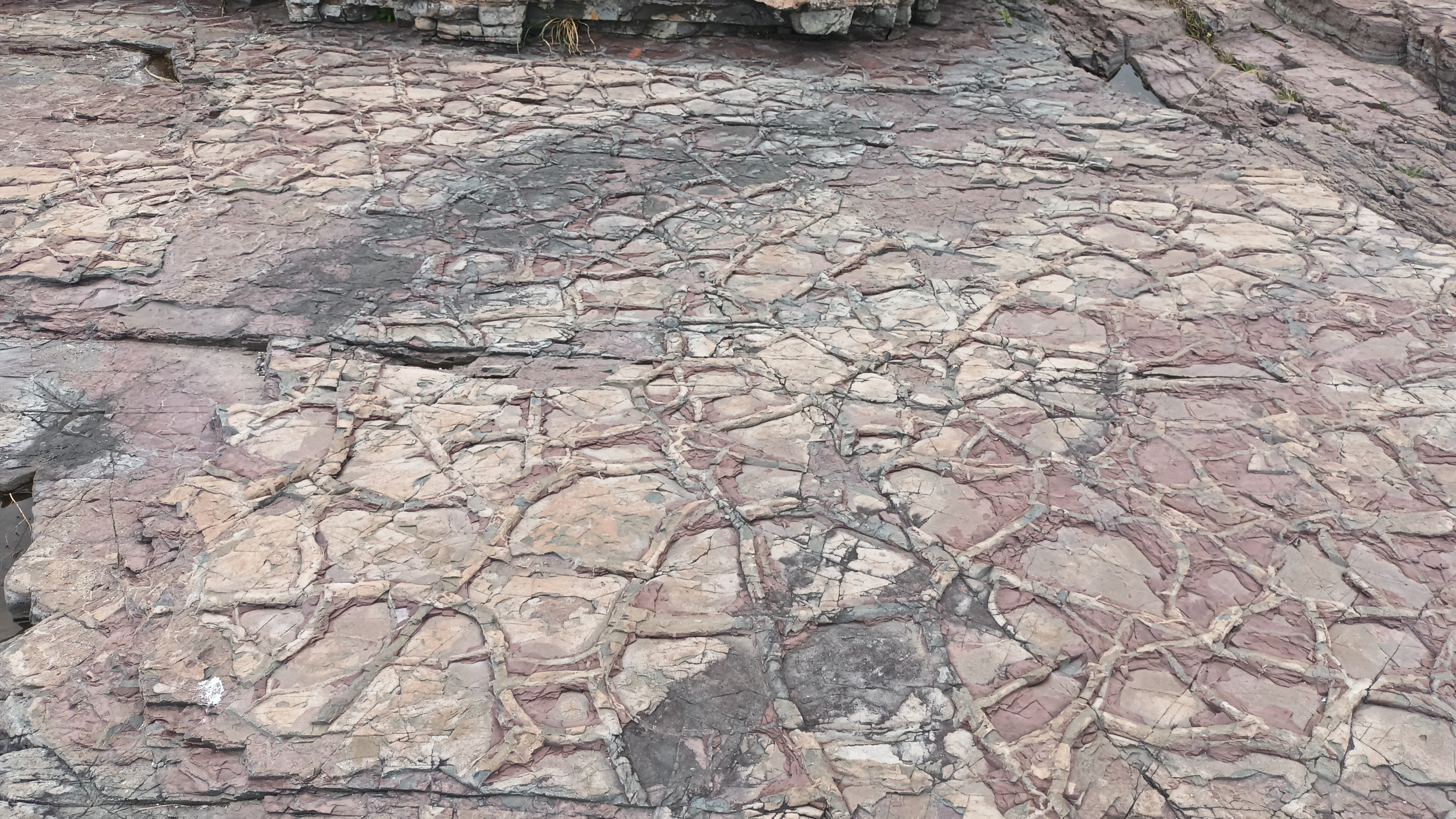
경상 누층군 성포리층의 선명한 건열 구조

건열(乾裂, Sun cracks, Mud Crack)은 퇴적암의 표면이 갈라져서 쐐기 모양의 틈이 생긴 퇴적 구조이다. 수심이 얕은 물 밑에서 퇴적물이 쌓인 후 퇴적물의 표면이 대기에 노출되어 건조해지면서 갈라지면 건열이 형성되며, 가뭄에 논바닥이 갈라진 구조와 비슷하다. 대한민국에서는 구문소 부근의 조선 누층군 막골층과 거제 신선대의 경상 누층군 성포리층에서 관찰할 수 있다. 

## 대한민국의 건열

### 조선 누층군막골층

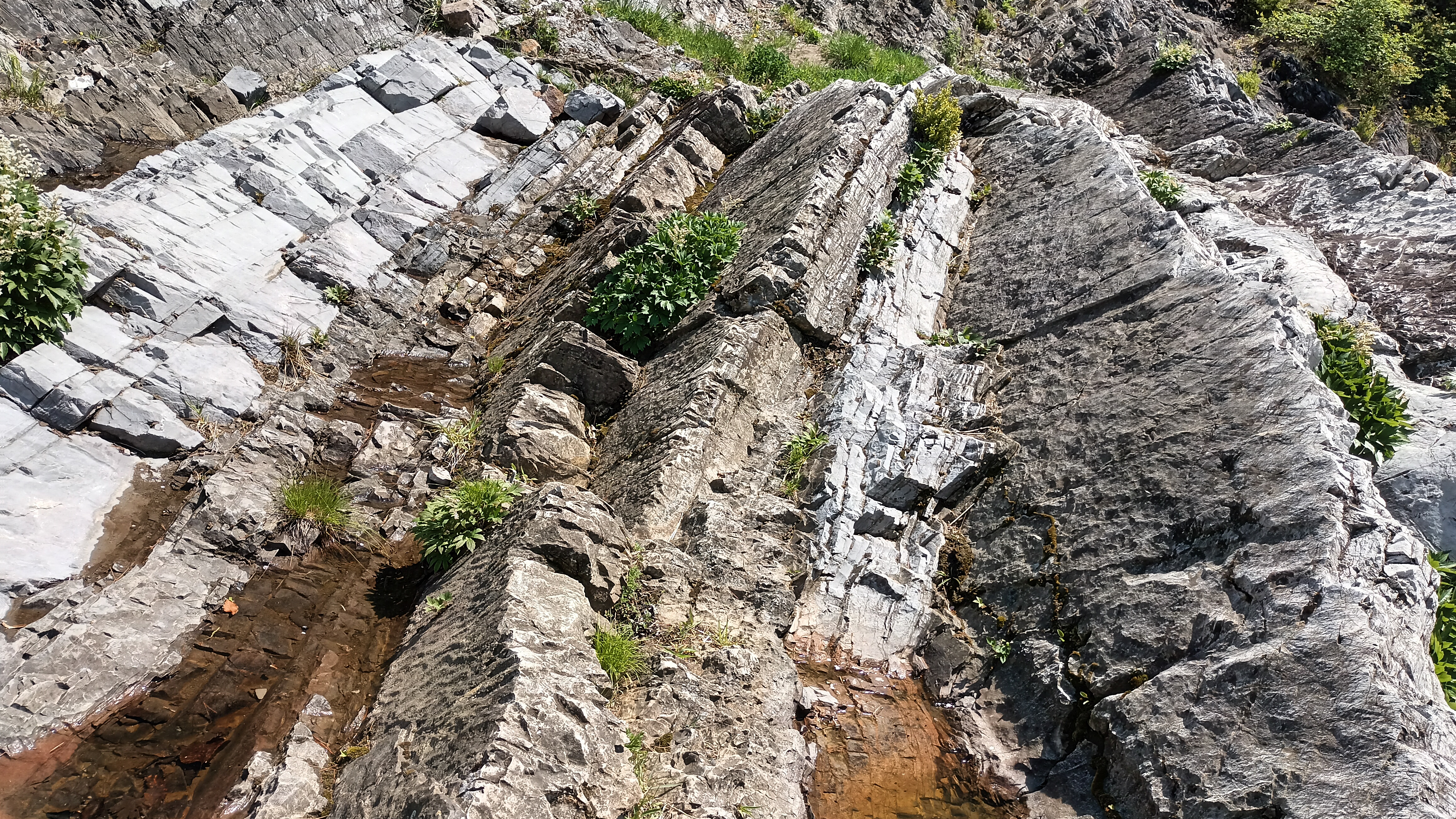
연흔과 건열 구조가 같이 나타난다.

태백고생대자연사박물관 부근의 막골층 노두에는 사진과 같이 연흔과 건열이 동시에 나타나는 층준이 발견된다. 

### 거제 신선대성포리층
거제 신선대의 경상 누층군 성포리층에는 선명한 연흔과 건열 구조가 나타나며 연흔과 건열이 동일 층준에서 산출되는 경우도 있다. 건열 중에는 쪼개진 빈틈을 채운 사질 부분이 풍화에 강해 마치 와플 과자와 같이 위로 돌출되어 있는 부분도 있다.
거제 신선대의 건열
- 건열 구조
북위 34° 44′ 17.0″ 동경 128° 39′ 46.5″ / 북위 34.738056°  동경 128.662917°
- 선명한 건열 구조
북위 34° 44′ 21.4″ 동경 128° 39′ 46.7″ / 북위 34.739278°  동경 128.662972°
- 규모가 큰 건열구조로 쪼개진 빈틈을 채운 사질 부분이 풍화에 강해 마치 와플 과자와 같이 위로 돌출되어 있다.
북위 34° 44′ 23.3″ 동경 128° 39′ 39.3″ / 북위 34.739806°  동경 128.660917°
- 연흔과 건열이 동시에 나타난다.
북위 34° 44′ 22.0″ 동경 128° 39′ 42.1″ / 북위 34.739444°  동경 128.661694°
- 연흔과 건열이 동일 층준에서 나타난다. 연흔이 먼저 생성된 후 건열이 생긴 것으로 추정된다.
북위 34° 44′ 21.9″ 동경 128° 39′ 42.0″ / 북위 34.739417°  동경 128.661667°
- 연흔과 건열이 동시에 나타난다.
북위 34° 44′ 21.9″ 동경 128° 39′ 41.9″ / 북위 34.739417°  동경 128.661639°
- 연흔과 건열이 동시에 나타난다.
북위 34° 44′ 21.9″ 동경 128° 39′ 41.9″ / 북위 34.739417°  동경 128.661639°

## 같이 보기
- 연흔
- 퇴적암
- 조선 누층군 막골층
- 경상 누층군 성포리층